# Shigeo Shingo
Shigeo Shingo (japanska: 新郷重夫?, Shingō Shigeo), född 1909 i Saga, Japan, död 1990, var en japansk managementexpert inom industriell organisation. Shingo ansågs vara en av världens ledande experter på Toyota Production System.
Shigeo Shingo utvecklade bland annat Poka-yoke, ett system för att tidigt upptäcka misstag, och gjorde det välkänt. Enligt Shingo finns det fem områden inom tillverkning där fel kan förebyggas: Hos operatören, materialet, maskinen, metoden och informationen (4 M plus I).